# Dahanu
Dahanu es una ciudad y municipio situada en el distrito de Palghar en el estado de Maharashtra (India). Su población es de 50287 habitantes (2011). Se encuentra a 35 km de Palghar y a 110 km de Bombay.

## Demografía
Según el censo de 2011 la población de Dahanu era de 50287 habitantes, de los cuales 25790 eran hombres y 24497 eran mujeres. Dahanu tiene una tasa media de alfabetización del 84,66%, superior a la media estatal del 82,34%: la alfabetización masculina es del 89,97%, y la alfabetización femenina del 79,08%.